# Томас Валентин (награда)
Литературната награда „Томас Валентин“ (на немски: Thomas-Valentin-Literaturpreis) се присъжда след 1993 г. от град Липщат на всеки четири години. Наречена е на писателя Томас Валентин.
Наградата възлиза на 5000 €.

## Носители на наградата
- 1993: Маркус Вернер
- 1997: Илия Троянов
- 2001: Ангела Краус
- 2005: Улрих Вьолк
- 2009: Карл-Хайнц От
- 2013: Джени Ерпенбек
- 2017: Макс Блойлих